# Александър Белоусов
Александър Белоусов (на румънски: Alexandr Belousov) е молдовски футболист, който играе на поста десен бек. Състезател на Спартак (Варна).

## Кариера
Белоусов е бивш играч на Шериф Тираспол, Динамо-Ауто, Сфънтул Георге и Милсами.
На 1 януари 2023 г. молдовецът става част от отбора на варненския Спартак. Дебютира на 11 февруари при загубата с 1:2 като домакин на Лудогорец.

## Национална кариера
На 18 ноември 2020 г. Александър дебютира в официален мач за националния отбор на Молдова, при загубата с 1:0 като гост на националния отбор на Косово, в среща от група С на Лигата на нациите на УЕФА през сезон 2020/21.

## Успехи
Шериф Тираспол
- Молдовска Суперлига (4): 2018, 2019, 2020/21, 2021/22

- Купа на Молдова (1): 2019